# Roger Miller
Denna artikeln handlar om countrysångaren Roger Miller, för fotbollsspelaren se, Roger Milla.
Roger Miller, född 2 januari 1936 i Fort Worth, Texas, död 25 oktober 1992 i Los Angeles, Kalifornien, var en amerikansk countrysångare, låtskrivare och gitarrist. Han är främst känd för sina humoristiska countryinspelningar.
Miller började spela gitarr vid tio års ålder. Han började spela in skivor 1957. Han hade först störst framgång som låtskrivare åt andra artister. Miller fick sin första större framgång på egen hand i USA med "When Two Worlds Collide" 1961. Han slog igenom stort 1964 med "Dang Me". Hans mest kända låt och största hit "King of the Road" släpptes 1965 och nådde fjärde plats på Billboardlistan. I Storbritannien låg den etta. Två andra stora hitar det året var "Engine Engine No. 9" och "England Swings".
Miller fortsatte spela in musik fram till sin död 1992 till följd av lungcancer. Han valdes in i Country Music Hall of Fame 1995.
Hans låt "Whistle Stop", som var med i Disneys tecknade version av Robin Hood från 1973, samplades 1998 och gav upphov till "The Hampsterdance".

## Diskografi (urval)
Album
- Roger and Out (1964)
- The Return of Roger Miller (1965)
- The 3rd Time Around (1965)
- Words and Music (1966)
- Walkin' in the Sunshine (1967)
- A Tender Look at Love (1968)
- Roger Miller (1969)
- Roger Miller Featuring Dang Me! (1969)
- A Trip in the Country (1970)
- Roger Miller 1970 (1970)
- Dear Folks, Sorry I Haven't Written Lately (1973)
- Celebration (1976)
- Painted Poetry (1977)
- Off the Wall (1978)
- Waterhole No. 3 (1978)
- Making a Name for Myself (1979)
- Old Friends (med Willie Nelson) (1982)
- The Country Side of Roger Miller (1986)
- Green Green Grass of Home (1994)

Hitsinglar inspelade och utgivna med Roger Miller
- "Dang Me" (1964) (#1 Billboard Hot Country Songs, #7 Billboard Hot 100.)
- "King of the Road" (1965) (#1 Billboard Easy Listening, #1 Billboard Hot Country Songs, #1 Billboard Hot 100. #1 också i Storbritannien och Norge.)
- "England Swings" (1966) (1965) (#1 Billboard Easy Listening, #3 Billboard Hot Country Songs, #8 Billboard Hot 100.)

Hitsinglar utgivna med andra artister
- "Billy Bayou" – Jim Reeves (1958) (#1 Billboard Hot Country Songs)
- "Don't We All Have the Right" – Ricky Van Shelton (1988) (#1 Billboard Hot Country Songs)
- "Tall, Tall Trees" – Alan Jackson (1995) (#1 Billboard Hot Country Songs) (komponerad tillsammans med George Jones)
- "Husbands and Wives" – Brooks & Dunn (1998) (#2 Billboard Easy Listening, #5 Billboard Hot Country Songs, #26 Billboard Hot 100.)